# Impulsora (métro de Mexico)
Impulsora est une station de la Ligne B du métro de Mexico, dans les délégations Nezahualcóyotl et État de Mexico.

## La station
La station ouverte en 2000, doit son nom à la colonie du même nom. Son icône est une charrette de fermier avec en arrière-plan, la tour d'une hacienda.